# Carnaval de Villarrobledo
El Carnaval de Villarrobledo es la fiesta más importante y conocida que se celebra en el municipio español de Villarrobledo, en la provincia de Albacete. Está declarado desde 1986 Fiesta de Interés Turístico Regional en Castilla-La Mancha y por su auge, historia y peculiaridades, el 14 de enero de 2011 es reconocido como Fiesta de Interés Turístico Nacional.

## Historia

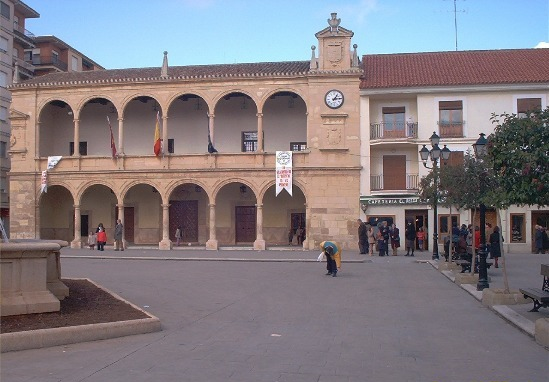
Fachada principal del Ayuntamiento de Villarrobledo.

El origen del Carnaval en Villarrobledo es tardomedieval, pues ya en 1510 hay referencias indirectas a la celebración de mascaradas por parte de vecinos de la localidad. Existen más citas durante los siglos XVI y XVII, en el Archivo del Marquesado de Villena y el Archivo de la Inquisición Conquense: En 1633 el Santo Oficio actúa sobre un vecino de Villarrobledo por componer y ejecutar públicamente unas coplas antirreligiosas y en 1666 vecinos sin identificar celebran un rito tremendamente blasfemo. Sin embargo, la cita más clara es una carta del corregidor de las diecisiete villas del partido de San Clemente que, en 1601 da cuenta de la celebración en Villarrobledo de una Máscara de a Caballo y otros eventos (corridas de toros y exposición del Santísimo Sacramento). Durante el XVIII se le pierde el rastro al Carnaval villarrobletano hasta el siglo XIX.
En 1869, encontramos referencias históricas directas con la celebración de Bailes de Carnaval en el Casino Artístico y Literario. También se conservan unas Ordenanzas Municipales de 1873 donde se regulan diversos aspectos relacionados con nuestra fiesta. Otros lugares donde hay registrados Bailes de Carnaval fueron los Talleres Tinajeros repartidos por toda la ciudad, el Casino de la Unión (1895), el Teatro Navarro (1901), el antiguo Convento de San Francisco (1909), la Sociedad de Socorros Mutuos 'La Prosperidad' (1910), el Círculo Mercantil e Industrial (1911) y otros como la Unión Agraria y locales privados.
Paralelamente a estos Bailes, típicamente burgueses, existían unos Carnavales de Calle muy populares que concentraban a miles de ciudadanos disfrazados por las principales calles del casco histórico bailando al son de charangas y murgas o efectuando las llamadas ‘Visitas de Máscaras’. Se trataba de una invasión pacífica de los domicilios particulares de muchos convecinos por parte de grupos de personas disfrazadas, donde eran recibidos de muy buen grado y a los que se obsequiaba con todo tipo de viandas y bebidas. Los enmascarados, a su vez y dependiendo del tipo de disfraz que llevaran, ofrecían escenificaciones y parodias o cantaban y bailaban, si llevaban murga o charanga, con los anfitriones. Además de las dictadas por el sentido común y cívico en estas Visitas sólo existía una norma tácita: No se podía despojar a los disfrazados de su máscara. Posteriormente, muchos de esos vecinos asistían a los llamados ‘Bailes de Asalto’ que los salones ofrecían a precios más populares y a horas más intempestivas.
Hasta 1932 los Carnavales, tanto en los salones como en las calles, toman un gran renombre y un auge que los hace ser reconocidos a nivel nacional. A partir de ese año, debido a la inestabilidad política general en España y particular en Villarrobledo, los Carnavales decaen hasta desaparecer durante los años previos y los de la Guerra Civil.
Finalizada la contienda, el Carnaval vuelve a celebrarse pese a que estaba prohibido transitar enmascarado por las calles, lo que motiva la consecución en 1948 de un permiso especial del gobernador civil de Albacete para la celebración de estas fiestas.

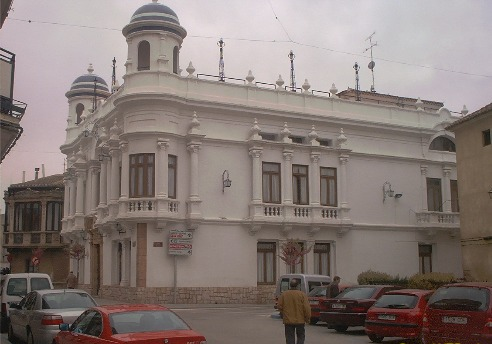
Círculo Mercantil e Industrial de Villarrobledo.

Durante las décadas de 1950 y 1960, la celebración del Carnaval se circunscribe, casi exclusivamente, a la celebración de bailes en los salones que aún quedaban abiertos y ofrecían dichos bailes de máscaras, especialmente el Círculo Mercantil e Industrial. Sin embargo, algunos entusiastas desafiaban la prohibición y salían con la cara cubierta a las calles, lo que les ocasionaba dormir en los calabozos de comisaría o del cuartelillo. De hecho, algunos eran especialmente reincidentes, y algunos policías de la época relatan como, antes de que comenzara el Carnaval, se ‘retenía’ preventivamente a estos aficionados al disfraz.
En la década de 1970, aún manteniéndose la prohibición, se relaja mucho el control sobre los enmascarados callejeros y algunos grupos de disfrazados salen a las inmediaciones del Círculo Mercantil, único salón que por entonces mantenía los Bailes de Carnaval, a escenificar parodias, en lo que sería el germen de los actuales montajes o espectáculos de Carnaval. Con la llegada de la democracia se generaliza esa actitud en los enmascarados y vuelven a tomar otra vez las calles de Villarrobledo.
A principios de los 1980 se marca otro hito que conformaría los Carnavales modernos: la organización de los primeros desfiles. Existe cierta controversia acerca de cuál fue la primera comparsa en salir a la calle (La Troya -actual Anthrax- o La Corchea -actual Samba-) y hay argumentos de peso a favor de ambas teorías. Lo que está claro es que tanto una como otra merecen un lugar muy destacado en la historia del Carnaval.
Estos primeros desfiles no tenían un recorrido ni reglas fijas, cada comparsa partía de un punto distinto de la ciudad y confluía con el resto en la Plaza de Ramón y Cajal. Con la creación de la Asociación de Amigos del Carnaval, se institucionalizan los desfiles: Adultos, Infantil y Regional. El auge, como a principios de siglo vuelve a ser espectacular.
Por historia, por sus múltiples particularidades y originalidad, por la participación que suscitan y por el empeño de aquellos pioneros, apoyados por todo un pueblo que vive con entusiasmo su gran fiesta, los Carnavales de Villarrobledo son declarados en 1986 por las Cortes de Castilla-La Mancha, Fiesta de Interés Turístico Regional; declaración que, hoy en día, para todos los ciudadanos parece que se está quedando corta…

## Características
- El Carnaval de Villarrobledo es, fundamentalmente, popular y participativo y, aunque celebra y mantiene actividades y tradiciones similares a las de otros muchos Carnavales, como los Desfiles, el Concurso de Murgas y Chirigotas o el Entierro de la Sardina; sus múltiples particularidades, como el Rastrillo de Carnaval, la Noche del Orgullo Manchego o el Concurso de Bodas lo hacen especialmente atractivo y único. Mención especial merece el Desfile de Carnaval Infantil, donde participan todos los colegios de la ciudad y ha sido considerado en foros especializados como único en España por su espectacularidad, vistosidad y participación.
- Se dice popularmente que el Carnaval de Villarrobledo es la única fiesta en el mundo de diez días que dura once. No es que en Villarrobledo tengan el secreto de manipular a su antojo el tiempo, esta paradoja se explica porque en la actualidad y oficialmente, el Carnaval de Villarrobledo dura diez días, pero oficiosamente y de facto dura once, pues la Llegada de Los Juanes se celebra el día de Jueves Lardero.
- Los desfiles, tanto infantiles como regionales, así como la "salida a la calle" fue promovida por la asociación "AMIGOS DEL CARNAVAL"
- No es extraño encontrarse a cualquier hora del día, durante la semana del Carnaval, a grupos de gente disfrazada por las calles o incluso que los dependientes de un comercio o establecimiento te atiendan disfrazados.
- La fecha del Carnaval se calcula a partir de la fecha del Domingo de Pascua, por lo que siguiendo el método indicado en Cálculo de la fecha de Pascua, las fechas del carnaval para los próximos años es:

| AÑO  | Inicio del Carnaval           | Fin del Carnaval               |
| 2011 | jueves, 3 de marzo de 2011    | domingo, 13 de marzo de 2011   |
| 2012 | jueves, 16 de febrero de 2012 | domingo, 26 de febrero de 2012 |
| 2013 | jueves, 7 de febrero de 2013  | domingo, 17 de febrero de 2013 |
| 2014 | jueves, 28 de febrero de 2014 | domingo, 9 de marzo de 2014    |
| 2015 | jueves, 12 de febrero de 2015 | domingo, 22 de febrero de 2015 |
| 2016 | jueves, 4 de febrero de 2016  | domingo, 14 de febrero de 2016 |
| 2017 | jueves, 23 de febrero de 2017 | domingo, 5 de marzo de 2017    |
| 2018 | jueves, 8 de febrero de 2018  | domingo, 18 de febrero de 2018 |
| 2019 | jueves, 28 de febrero de 2019 | domingo, 10 de marzo de 2019   |
| 2020 | jueves, 20 de febrero de 2020 | domingo, 1 de marzo de 2020    |

## Eventos Oficiales
Por orden cronológico estos son los principales eventos:

### Llegada de Los Juanes (Jueves Lardero)
A pesar de no ser un evento oficial, la Llegada de Los Juanes se ha convertido en uno de los actos tradicionales del Carnaval Villarrobletano.
Su origen se remonta a finales de la década de 1980 y surgió de una manera totalmente casual: Alfonso Romero, uno de los personajes más característicos del Carnaval de Villarrobledo comenzó a disfrazarse de 'Juan' (Por su graznido característico, en Villarrobledo se llama Juanes a unas aves de la familia de los córvidos muy abundantes en la zona) y a darle la bienvenida al Carnaval unos días antes de su comienzo oficial que, por entonces era el Primer Sábado (o Sábado de Carnaval como se le conoce en el resto del mundo). El día elegido era el tradicional Jueves Lardero.
El disfraz de Los Juanes siempre suele ser temático (China, Escocia, Halloween, Albañiles, etc.) y cada integrante lo interpreta a su libre albedrío, es decir no existe uniformidad entre los disfraces de cada componente (incluso cada uno cambia su propio disfraz de un desfile a otro). Los únicos elementos obligatorios en la indumentaria Juanera consiste en un pico similar al del Cuervo Rockefeller del ventrílocuo José Luis Moreno y unas garras.

### Pregón del Carnaval (Primer viernes)
Actualmente, este evento tiene lugar el primer viernes de Carnaval en el Gran Teatro, como previo al Concurso de Murgas y Chirigotas. Anteriormente se celebraba el primer Sábado en la 'Plaza Vieja' (Plaza de Ramón y Cajal) antes de iniciarse el Desfile Local de Comparsas de Adultos.
El Pregón del Carnaval de Villarrobledo no suele ser un pregón al uso, en el cual se invita a un personaje muy conocido, y que suele ser totalmente ajeno a la ciudad, que es el encargado de leer un texto, más o menos humorístico, donde se ensalzan las bondades del Carnaval y se anima al pueblo a participar en él. En Villarrobledo, los pregones suelen correr a cargo de las comparsas, grupos, grupillos, parejas, personajes individuales, murgas, chirigotas o charangas locales y suelen ser escenificaciones o parodias bastante elaboradas.
Especialmente recordados han sido pregones como el del Grupillo Los Polvin's, que consistió en una escenificación de una obra teatral compuesta a tal efecto (al estilo de las del Siglo de Oro) en verso y en castellano antiguo; el de la Comparsa El Gorrino Carreras, en el cual y al hilo de la narración iban apareciendo, por todos los rincones y edificios de la Plaza Vieja incluido el Ayuntamiento, personas disfrazadas con trajes que ha utilizado esta veterana comparsa a lo largo de su historia; o más recientemente, el de la Comparsa Los Juanes que consistió en la parodia de un programa televisivo de entrevistas (Las Meriendas de Juantena 3).

### Concurso de Murgas y Chirigotas (Primer viernes)

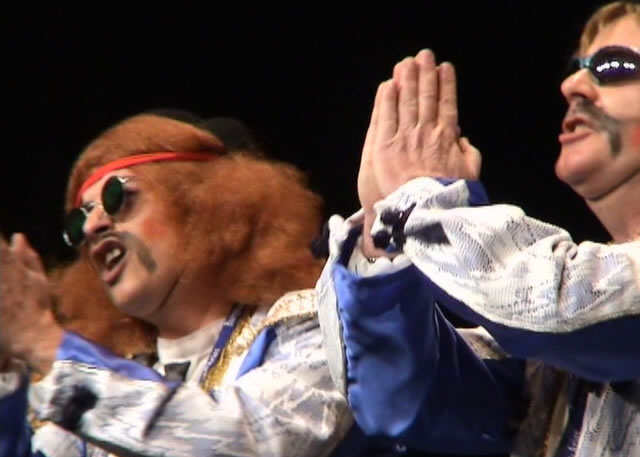
¡Vaya Paquetes!, ganadores del Concurso de Murgas y Chirigotas del Carnaval 2005

El Primer viernes de Carnaval se celebra en el Gran Teatro el Concurso Local de Murgas y Chirigotas. A diferencia de otros Carnavales como el de Cádiz donde existen diversas categorías, actualmente solo pueden participar en él agrupaciones locales que compiten en una categoría única.

### Desfiles de Adultos (Primer y Segundo Sábado Sabadete)
Segundo sabadete - Ganadores de las comparsas visitantes
- 2009 - "Huries" con Duquesas del hielo de Quintanar de la Orden.
- 2010 - "Huries" con El show de las marineras de Quintanar de la Orden.
- 2011 - Peña "El Molino" con El fantasma de la ópera de Las Mesas (Cuenca).

### Rastrillo del Carnaval (Lunes)
http://www.google.es/images?hl=es&rlz=1T4ADRA_esES402ES402&q=carnaval+villarrobledo&um=1&ie=UTF-8&source=univ&ei=VP7WTKGDEJCh4Qa8uZSbBw&sa=X&oi=image_result_group&ct=title&resnum=1&ved=0CCUQsAQwAA&biw=1345&bih=492
https://web.archive.org/web/20060516101648/http://www.carnavalvillarrobledo.com/

### Entierro de la Sardina (Miércoles de Ceniza)
Al caer la tarde, la gente del Villarrobledo sale a la calle para celebrar el desfile del entierro de la sardina. En este, cada comparsa sale con una temática y su sardina correspondiente, que posteriormente será quemada en una hoguera común a todas las sardinas en la plaza de Ramón y Cajal.

### Concurso de Bodas (Segundo Jueves)
Se trata de uno los eventos más característicos, atractivos y originales del Carnaval Villarrobletano, pues no existe ninguno similar en otros lugares donde se celebra el Carnaval. La participación de grupos suele ser numerosísima y sólo existe un límite mínimo de componentes (más de 20 personas). Comienza a las diez y media de la noche del jueves inmediato al Entierro de la Sardina. En él, los grupos participantes parodian, por un lado, los cortejos de bodas entre personajes famosos o miembros de la realeza, o bien se casa a cualquier animal, vegetal, objeto o cualquier cosa que se pueda imaginar. Las bodas son completas y no falta ningún elemento: sacerdotes, invitados, padrinos, regalos, etc. Este desfile es el que más conecta y hace participar al público en las parodias.
Desde que se institucionalizó el desfile y, aún antes, se han parodiado todas las bodas reales de los últimos años, se han casado famosos de todo tipo, coches, animales, personajes de cuento, guardias civiles... Hasta las botellas del convite y los regalos se han casado entre ellos.
Cabe resaltar que en la edición del año 2019, este mismo día 7 de marzo, jueves de bodas, el ciudadano Domingo Caballero, se dio una ostia memorable mientras llevaba a lomos a otra ciudadana villarrobledense, Silvia Pérez, afortunadamente no hubo heridos debido al nivel de borrachera que llevaban en el cuerpo ambos, pero las consecuencias pudieron ser fatales.

## El Carnaval Callejero
Es una de las características más especiales del carnaval de Villarrobledo y uno de los motivos por los que es tan popular entre la población. Cada noche en la zona de la llamada popularmente "Plaza Vieja" o Plaza Ramón y Cajal se organiza un "baile" de disfraces, aquí es donde la población de Villarrobledo y alrededores se desmarcan y utilizan su imaginación para poner a prueba su originalidad y su sentido del humor, quedando disfraces curiosos y cuanto menos inolvidables (disfraces como: cuartos de baño al completo, coches de choque de feria, transformers, barcos pirata, globos aerostáticos, de "bichos muy variados", y toda clase de personajes públicos. Tampoco podemos olvidar los pequeños espectáculos que la gente de a pie organiza para una noche: desfiles de "modelos", concursos de "belleza", procesiones, discotecas (haciendo gala del humor), campos de fútbol e incluso pueden llegar a montar un camping hippie, el salón de un comedor o un restaurante. El día que sin duda existe mayor participación es el lunes (día del mercadillo, en el que el pueblo se las ingenia para vender al mejor postor lo más insólito que han podido fabricar: puestos de lencería "fina", señoritas de compañía, CD y vídeos pirata, puestos de comida, artistas itinerantes de metro o de cualquier esquina... y el día del orgullo manchego, en el que se organizan grandes fogatas en las que el pueblo asa y cena en la plaza (se pueden ver viñedos al completo allí plantados, tractores hechos con cartón y papel e incluso cepas andantes...) haciendo gala del mayor orgullo: ser manchego. El carnaval callejero es, sin duda, y aunque haya que trabajar al día siguiente, el mayor motivo por el que merece la pena ir a visitar este pueblo.
Como ejemplos visuales les ofrecemos una serie de vídeos realizados por Belcam Video (empresa)
http://www.youtube.com/watch?v=fRi136qJoKg (2011) , http://www.youtube.com/watch?v=NimkVPaDTyU&feature=related (2010)
Un reportaje de Castilla-La Mancha TV: http://www.youtube.com/watch?v=oss2-hL9O0Y y una muestra de nuestras charangas: http://www.youtube.com/watch?v=ak3Gw7r5t-A

## Gente del Carnaval
En todos los eventos puede participar quien quiera y en el número que se desee; si bien, para entrar en el concurso, existen diferentes categorías oficiales de agrupaciones dentro del Carnaval de Villarrobledo:
- Comparsas: Son las agrupaciones más numerosas. Se considera comparsa a aquella agrupación mayor de 20 componentes y no tiene un tope de componentes superior. Participan en los Desfiles Locales (Infantil y Adultos) y Regional. En el Desfile de Adultos, las más importantes son: Peña de Parranda, Anthrax, Gorrino Carreras, Los IndeciS.O.S., Los Tarumbas,Samba y La Pekepeña. En los desfiles infantiles, todas las de los colegios y otros centros educativos son comparsas, llegando a superar los 200 componentes algunas de ellas. En los desfiles del Entierro de la Sardina y del Concurso de Bodas, sólo se permiten comparsas para optar al premio. En estos dos últimos Concurso existen comparsas especialistas (suelen participar sólo en un Concurso) como Las Lloronas, en el Entierro y Los Cipotes de la Mancha, en Las Bodas.

- Grupos: Por su parte, los Grupos tienen entre 10 y 20 componentes. Participan en los Desfiles Locales (Infantil y Adultos) y Regional. Algunos ejemplos son: Los Juanes, Gomaespuma o La faltriquera

- Grupillos: Las agrupaciones que cuentan con un número de entre 3 y 10 componentes se consideran Grupillos y participan en los Desfiles Locales (Infantil y Adultos) y Regional. El grupillo más característico son Los Polvin´s.

- Parejas: Como su propio nombre indica, esta agrupación está formada por dos componentes. Participan en los Desfiles Locales (Infantil y Adultos) y Regional. Ejemplos clásicos son el Dúo Sidecar, Dos Freskitos, Los Propinas, además de nuevas jóvenes incorporaciones, como Viva la Pepa.

- Murgas: ¡Vaya paquetes!

- Chirigotas:

- Charangas: La Faraona, Hamelin www.charangahamelin.jimdo.com , Charanga A To Pastilla (sitio web)

Charanga "Pisando Fuerte"
Charanga "Comando vinazas"